# Alouatta palliata palliata
El aullador de manto dorado (Alouatta palliata palliata) es una subespecie del aullador manto, A. palliata. Se encuentra en gran parte de América Central, en Guatemala, Honduras, Nicaragua y Costa Rica, y posiblemente en Panamá. Los límites de distribución entre el aullador de manto dorado y el aullador de manto ecuatoriano no están del todo claros. El aullador de manto ecuatoriano reemplaza al aullador de manto dorado en la extrema este de Costa Rica o en el oeste de Panamá.
El aullador de manto dorado difiere del aullador de manto ecuatoriano principalmente por ser más oscuro, con un manto que es más rufo que amarillento. El aullador de manto dorado se diferencia del mono aullador mexicano principalmente en aspectos de la morfología del cráneo.